# 家畜保健衛生所
家畜保健衛生所（かちくほけんえいせいじょ、略称：家保〔かほ〕）とは、家畜衛生全般の向上を通して食の安全の確保や畜産業の発展を支える公的機関の一つであり、家畜保健衛生所法に基づく都道府県の必置機関である。
庶務や経理などを担当する事務職員及び所内での検査のみに従事する検査専門の職員もいるが、主な職員は所長を含めた「家畜防疫員」と呼ばれる職員である。家畜防疫員は都道府県知事より、その都道府県職員の中で獣医師免許を持つ者から任命される。

## 業務内容
- 家畜衛生の向上
  - 家畜衛生に関する情報の収集及び提供、並びに技術及び知識の普及指導
  - 家畜の生産性の向上
  - 畜産物の品質及び安全性の確保
  - 家畜の保健衛生上必要な試験、調査及び検査
- 家畜伝染病の予防
  - 農林水産大臣の指定する家畜疾病の予防のために行う診断
  - 家畜伝染病発生時におけるまん延を防止するための防疫措置（消毒・殺処分等）
- 家畜の病性鑑定
  - 病理解剖、細菌・ウイルスといった病原体の分離・同定、血液の生化学的分析など
- その他
  - 獣医事業務：飼育動物診療施設（＝動物病院）に関する相談や、開設する際の届出受理など
  - 動物薬事衛生業務：動物用医薬品や動物用医療機器の製造業・販売業に関する許可や届出など
  - 開業獣医師や家畜人工授精師がいない地域（離島や僻地）における家畜の診療・人工授精など

## 家畜だけから動物全般へ
近年、全国的に畜産農家の戸数及び家畜の飼養頭羽数が減少の一途をたどっていること、公的機関でありながら従来業務で畜産農家以外を殆ど対象にして来なかったことなどもあって、世間一般における認知度は決して高いものとは言えず、一般市民からは現在でも、人の保健所や野犬捕獲等を行なう動物愛護施設と間違われる事が多い。
しかし動物の病気を診断する地方公的機関が他に存在しないこと、日本国内でもBSEや口蹄疫、高病原性鳥インフルエンザなどが発生した関係で、家畜だけでなく野生動物、更には学校や動物園で飼育されている動物まで含めた検査業務（ただし、本来業務ではない）の依頼が急増しており、野鳥の大量死などが発生した際にも注目を集めるようになっている。また近年、急増するペットのミニブタに対する疾病などに対する相談も数多い。

## 根拠法令
- 家畜保健衛生所法
- 家畜伝染病予防法
- 牛海綿状脳症対策特別措置法
- 獣医師法
- 獣医療法
- 飼料の安全性の確保及び品質の改善に関する法律
- 家畜改良増殖法
- 医薬品医療機器等法
- 地方自治法